# PCGF3
PCGF3 (англ. Polycomb group ring finger 3) – білок, який кодується однойменним геном, розташованим у людей на 4-й хромосомі. Довжина поліпептидного ланцюга білка становить 242 амінокислот, а молекулярна маса — 28 115.
| 10         |  | 20         |  | 30         |  | 40         |  | 50         |
| ---------- |  | ---------- |  | ---------- |  | ---------- |  | ---------- |
| MLTRKIKLWD |  | INAHITCRLC |  | SGYLIDATTV |  | TECLHTFCRS |  | CLVKYLEENN |
| TCPTCRIVIH |  | QSHPLQYIGH |  | DRTMQDIVYK |  | LVPGLQEAEM |  | RKQREFYHKL |
| GMEVPGDIKG |  | ETCSAKQHLD |  | SHRNGETKAD |  | DSSNKEAAEE |  | KPEEDNDYHR |
| SDEQVSICLE |  | CNSSKLRGLK |  | RKWIRCSAQA |  | TVLHLKKFIA |  | KKLNLSSFNE |
| LDILCNEEIL |  | GKDHTLKFVV |  | VTRWRFKKAP |  | LLLHYRPKMD |  | LL         |

A: Аланін

C: Цистеїн

D: Аспарагінова кислота

E: Глутамінова кислота

F: Фенілаланін

G: Гліцин

H: Гістидин

I: Ізолейцин

K: Лізин

L: Лейцин

M: Метіонін

N: Аспарагін

P: Пролін

Q: Глутамін

R: Аргінін

S: Серин

T: Треонін

V: Валін

W: Триптофан

Кодований геном білок за функцією належить до репресорів. 
Задіяний у таких біологічних процесах, як транскрипція, регуляція транскрипції, альтернативний сплайсинг. 
Білок має сайт для зв'язування з іонами металів, іоном цинку. 
Локалізований у ядрі.